# João Francisco de Paula e Sousa
João Francisco de Paula e Sousa, mais conhecido como Paula e Sousa (? — 12 de janeiro de 1906) foi um médico, agropecuarista e político brasileiro.
Foi senador pelo Estado de São Paulo entre 1895 e 1902.